# Usdżali Kabir
Usdżali Kabir (arab. عوسجلي كبير) – miejscowość w Syrii, w muhafazie Aleppo. W 2004 roku liczyła 2431 mieszkańców.